# Acee Blue Eagle
Acee Blue Eagle (17 de agosto de 1907 – 18 de junho de 1959), também chamado Alex C. McIntosh, Chebon Ahbulah (Menino Risonho) e Lumhee Holot-Tee (Blue Eagle), foi um artista de Muscogee Creek - Pawnee - Wichita, educador, dançarino e flautista nativo americano.

## Vida pessoal
Ele nasceu perto de Anadarko, Oklahoma, na família McIntosh, uma família que deu à tribo Creek de Oklahoma muitos de seus chefes. Seu bisavô foi chefe dos Creeks por 31 anos. Ele estudou na Chilocco Indian Agricultural School ; Bacon College ; Universidade de Oklahoma, Norman ; Escola Técnica do Estado de Oklahoma, Okmulgee, e Instituto Haskell, Lawrence, Kansas, onde um prédio de administração de empresas é nomeado Blue Eagle Hall em sua homenagem.
Águia Azul serviu no Corpo Aéreo do Exército dos Estados Unidos durante a Segunda Guerra Mundial. Ele morreu em 18 de junho de 1959 e está enterrado no Cemitério Nacional em Fort Gibson, Oklahoma.

## Carreira artística
A Blue Eagle era bem conhecida por pintar grandes murais interiores, alguns dos quais ainda são preservados em Oklahoma. Em 1934, ele pintou murais para o Federal Art Project em 1934. Um dos murais de Acee estava no refeitório do USS Oklahoma (BB-37). O Projecto de Obras Públicas de Arte encomendou-lhe para pintar dois murais para salas de aula no edifício de saúde e educação física do Oklahoma College for Women, agora a Universidade de Ciência e Artes de Oklahoma, em Chickasha, Oklahoma. Ele completou murais do PWAP em outras faculdades de Oklahoma, incluindo um no auditório do Central State College (hoje Universidade de Central Oklahoma em Edmond) e no prédio da administração do Northeastern State Teachers 'College (agora Northeastern State University em Tahlequah).
Outro de seu mural WPA, Seminole Indian Scene (1939), grande óleo interior sobre tela, ainda está em exposição nos correios dos EUA em Seminole, Oklahoma. Para os correios dos EUA em Coalgate, Oklahoma, a Blue Eagle pintou o acrílico Women Making Pishafa ou a família indiana em tarefas de rotina [carece de fontes?]em 1942, que foi encomendado pela Seção de Pintura e Escultura. Fred Beaver, um artista de Muscogee Creek - Seminole, restaurou o mural de Blue Eagle's Coalgate em 1965.
Em 1935, a Blue Eagle foi convidada para dar uma série de palestras sobre arte indígena na Universidade de Oxford, na Inglaterra, e ele tomou a Europa de assalto. Retornando aos Estados Unidos, naquele ano estatal, estabeleceu o Departamento de Arte na Bacone College, em Muskogee, Oklahoma. Ele dirigiu o programa até 1938 e ajudou a moldar o desenvolvimento do estilo de pintura de Bacon.
De 1936 a 1937, o Museu de Arte Fred Jones Jr., em Norman, exibiu a exposição individual Acee Blue Eagle, Bacone, aquarela. Na década de 1940, ele criou uma série de obras para seu amigo, o colecionador Thomas Gilcrease. Blue Eagle ganhou fama mundial durante sua vida, e suas pinturas bidimensionais estão penduradas em galerias públicas e privadas em todo o mundo.

## Honras
Ele foi eleito para o Hall da Fama da Índia, Who's Who de Oklahoma e o International Who's Who. Ele foi escolhido "Indian pendente nos Estados Unidos" em 1958. Entre suas muitas honras, Blue Eagle recebeu uma medalha por oito pinturas no Museu Nacional da Etiópia, apresentado pelo imperador Haile Selassie I. Fellow Oklahoma artista e muralista Charles Banks Wilson disse de Blue Eagle; "Acee foi o Dale Carnegie da arte indiana. Se Oklahoma tem uma fundação na arte indiana, é com o Águia Águia Azul."
Tamara Liegerot Elder publicou uma biografia do artista: Lumhee Holot-tee: A arte e a vida de Acee Blue Eagle, em 2006, através da Medicine Wheel Press.

## Parentes
O artista Muscogee-Seminole Fred Beaver era o segundo primo e amigo de Acee. em 1965, Beaver foi contratado pelo Coalgate Post Office para restaurar o mural do Acee Blue Eagle, Women Making Pashofa. O primo de Acee, Howard Rufus Collins, pintou sob o nome Ducee Blue Buzzard, como uma paródia do nome de Acee. Além de ser um artista e ilustrador, Blue Buzzard era um maçom conhecido por seu trabalho de caridade com crianças.